# Triosphere

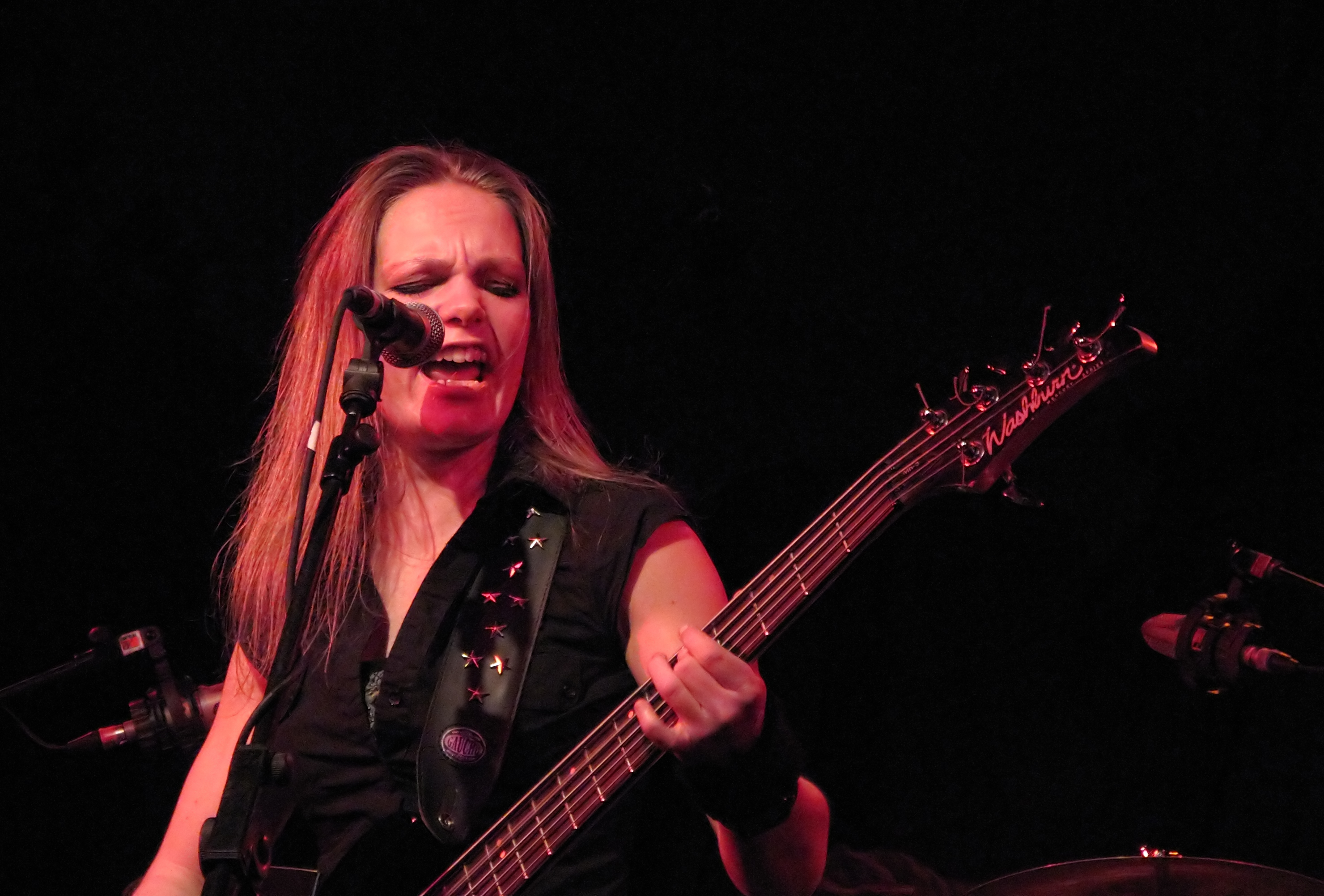
Ida Haukland.

Triosphere es una banda de metal progresivo y metal sinfónico procedente de Trondheim, Noruega. Fundada en el año 2004 como un trío, la banda publicó su primer álbum, Onwards, en el año 2006, y su segundo álbum, titulado The Road Less Travelled, en 2010. Aunque originalmente eran tres componentes —Ida Haukland, Marius Silver Bergesen y Ørjan Aare Jørgensen—, posteriormente se unió al grupo Tor Ole Byberg, que sería el segundo guitarrista.
Su álbum debut fue publicado primero en su país, Noruega, en otoño de 2006, y más tarde en Europa (febrero de 2007), Estados Unidos (comienzos de otoño de 2007) y Asia (noviembre de 2006). Tanto la banda como ese primer trabajo, Onwards, recibieron elogiosas críticas y numerosos premios durante los años siguientes. Su segundo álbum, en el que trabajaron con la discográfica AFM Records, fue puesto a la venta el 28 de mayo de 2010.

## Discografía
Triosphere ha publicado distintos trabajos:

### Álbumes
- Onwards (2006)
- The Road Less Travelled (2010)
- The Heart Of The Matter (2014)

### Demo
- Deadly Decadence (2005)

### Sencillos
- «Trinity»
- «Human Condition»

### Vídeos musicales
- «Trinity»
- «Onwards Part 2»

## Componentes
- Ida Haukland: voz y bajo eléctrico
- Marius Silver Bergesen: guitarra principal y guitarra rítmica
- Ørjan Aare Jørgensen: batería
- Tor Ole Byberg: guitarra rítmica